# 荣边镇
荣边镇，是中华人民共和国四川省自贡市自流井区下辖的一个乡镇级行政单位。

## 行政区划
荣边镇下辖以下地区：
灵官殿社区、干塘村、拱桥村、团结村、大山村、白果村、程佳村、新房村、桂花村、中咀村、雨潭村、叶合村和尖山村。